# 12125 Jamesjones
12125 Jamesjones eller 1999 RS4 är en asteroid i huvudbältet som upptäcktes den 3 september 1999 av Spacewatch vid Kitt Peak-observatoriet. Den är uppkallad efter James Jones.
Asteroiden har en diameter på ungefär 11 kilometer och den tillhör asteroidgruppen Themis.